# Loke, Straža
Loke este o localitate din comuna Straža, Slovenia, cu o populație de 61 de locuitori.